# Mario Bénard
Pour les articles homonymes, voir Bénard.
Mario Bénard, né le 10 août 1932 à Paris et mort le 28 mai 1991 à Crest, est un homme politique français.

## Biographie
Il est le fils du général Charles Bénard et de Claudine Long (1902-1991), décédée le surlendemain de sa propre mort. Il est également le petit-fils de Maurice Long, ancien député de la Drôme et gouverneur général de l'Indochine.
Administrateur civil, ancien élève de l'École nationale d'administration, en 1960, il est volontaire pour servir dans les Aurès durant la Guerre d'Algérie. Il est affecté comme sous-préfet à Batna (Algérie française), ou il a notamment pour chef le préfet Mahdi Belhaddad.
En 1962, il est nommé sous-préfet  à Mauriac, à Marseille et à Langres. 
En 1968, il est nommé sous-préfet hors cadre au titre de conseiller technique au cabinet de Roger Frey, ministre des relations avec le Parlement. Il est signataire de l'« appel des 43 » en faveur d'une candidature de Valéry Giscard d'Estaing à l'élection présidentielle de 1974.
D'abord pressenti comme candidat à Sainte-Maxime,, il est finalement élu maire d'Hyères de 1971 à 1977. Il démissionne du groupe RPR en décembre 1977 pour protester contre les insuffisances de la loi sur l'indemnisation des rapatriés, question dont il était spécialiste. Il avait été en 1974 chargé de mission sur le sujet auprès du Premier ministre Jacques Chirac.
Mario Bénard est candidat dans le canton de Grimaud lors des cantonales de 1970 mais il est battu.
Lauréat de l'Académie française (prix Théophile-Gautier) en 1991 pour un recueil de poèmes, Alexandrine (éditions Galerie Racine).
Mario Bénard meurt le 28 mai 1991 à l'âge de 58 ans,.

## Détail des fonctions et des mandats
Mandats parlementaires
- 30 juin 1968 - 1er avril 1973 : député de la 2e circonscription du Var[16]
- 11 mars 1973 - 2 avril 1978 : député de la 2e circonscription du Var[17]

Mandat local
- 21 mars 1971 - 20 mars 1977 : maire d'Hyères

## Décorations
- Croix de la Valeur militaire